# Marmylida hilaris
Marmylida hilaris är en skalbaggsart som beskrevs av John Obadiah Westwood 1874. Marmylida hilaris ingår i släktet Marmylida och familjen Cetoniidae. Inga underarter finns listade i Catalogue of Life.